# West of Zanzibar
West of Zanzibar (Brasil: No Oeste de Zanzibar / Portugal: Em Plena Selva) é um filme mudo (com música sincronizada e efeitos sonoros) norte-americano de 1928 dirigido por Tod Browning, sobre a vingança de um mágico traído (Lon Chaney), paralisado em uma briga com seu rival (Lionel Barrymore). O elenco de apoio inclui Mary Nolan e Warner Baxter.

## Elenco
- Lon Chaney – Phroso ("Dead-Legs")
- Lionel Barrymore – Crane
- Mary Nolan – Maizie
- Warner Baxter – Doc
- Jacqueline Gadsden – Anna
- Tiny Ward – Tiny
- Kalla Pasha – Babe
- Curtis Nero – Bumbu
- Rose Dione (não creditada)
- Louise Emmons (não creditada)